# جواد کچوئیان
جواد کچوئیان فینی، دیپلمات ایرانی است. او سفیر ایران در فنلاند بود. پیش از آن او کاردار سفارت جمهوری اسلامی ایران در نروژ و رییس اداره اول غرب اروپای وزارت امورخارجه بود.

## آثار
- کچوئیان فینی، جواد (زمستان ۱۳۸۸). «تحول مفهوم مصونیت سران دولت ها در حقوق بین المللی کیفری». سیاست خارجی (۲۳ (۴)): ۱۱۳۷ تا ۱۱۶۴. دریافت‌شده در ۲۶ اوت ۲۰۲۴.